# W. Bond (cràter)

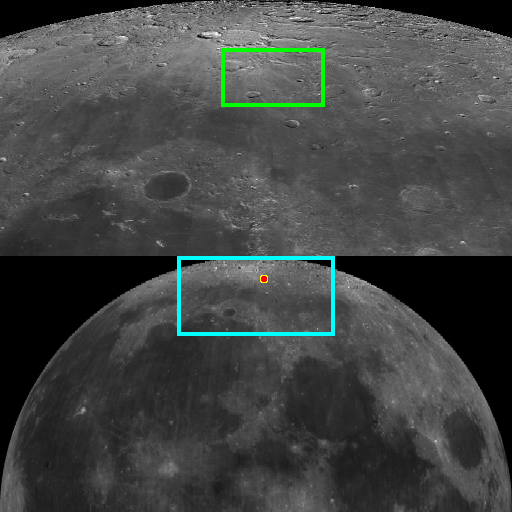
Localització de W. Bond sobre el globus lunar

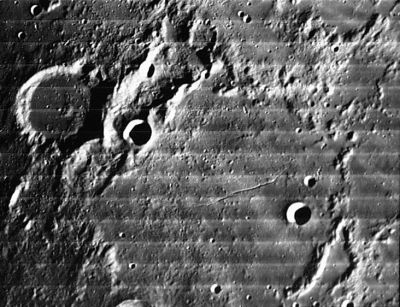
Fotografia de la missió Lunar Orbiter 4

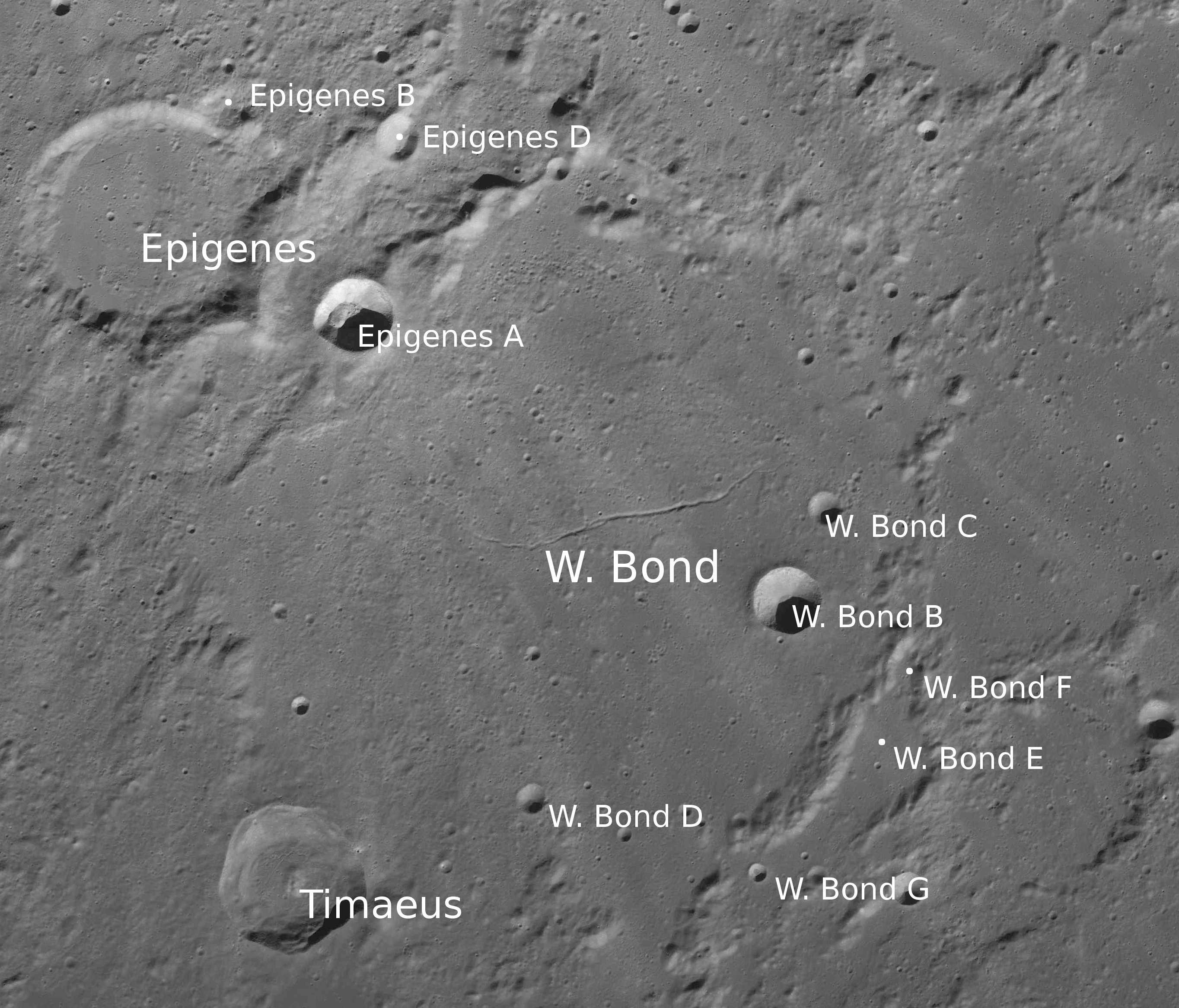
Fotografia de la missió LRO

W. Bond és un cràter configurat com una plana emmurallada de forma irregular que es troba en la part septentrional de la Lluna, al nord del Mare Frigoris. Es troba a l'est del cràter Birmingham, i al sud-sud-oest de Barrow. Epigenes apareix just al nord-oest de la vora exterior. En el bord sud-oest, entre W. Bond i el mar lunar, jeu el cràter Timaeus.
|  |

El que resta de la vora exterior de W. Bond ha estat erosionat i remodelat fins a quedar reduït a poc més que un rosari de pujols i muntanyes. El més prominent d'aquests és una sèrie gairebé lineal en la vora del sector nord-oest, dividit en dues parts pel cràter satèl·lit Epigenes A. La vora sud-oriental apareix relativament ben definida, però la resta és irregular, ple mosses, i no gaire prominent.
El sòl interior és relativament pla en comparació de la regió perimetral, encara que posseeix seccions de terreny accidentat prop del bord nord. Al centre de la plana emmurallada es localitza una estreta esquerda que discorre cap a la vora oriental. Al sud-est d'aquesta formació es troba W. Bond B, un cràter circular amb forma de bol. El més petit W. Bond C es troba just al nord-est.
En publicacions més antigues aquesta formació era identificada com a W. C. Bond.

## Cràters satèl·lit
Per convenció aquests elements són identificats en els mapes lunars posant la lletra en el costat del punt mitjà del cràter que està més proper a W. Bond.
|         | \| W. Bond \| Coordenades \| Diàmetre \| \| ------- \| ------------------------------------ \| -------- \| \| B \| 65° 02′ N, 7° 31′ E / 65.03°N,7.51°E \| 15,2 km \| \| C \| 65° 41′ N, 8° 15′ E / 65.69°N,8.25°E \| 7,4 km \| \| D \| 63° 36′ N, 3° 13′ E / 63.6°N,3.21°E \| 6,8 km \| \| E \| 63° 48′ N, 8° 58′ E / 63.8°N,8.96°E \| 24,9 km \| \| F \| 64° 27′ N, 9° 28′ E / 64.45°N,9.46°E \| 9,0 km \| \| G \| 63° 04′ N, 6° 52′ E / 63.07°N,6.86°E \| 4,0 km \| |          |
| W. Bond | Coordenades | Diàmetre |
| B       | 65° 02′ N, 7° 31′ E / 65.03°N,7.51°E | 15,2 km  |
| C       | 65° 41′ N, 8° 15′ E / 65.69°N,8.25°E | 7,4 km   |
| D       | 63° 36′ N, 3° 13′ E / 63.6°N,3.21°E | 6,8 km   |
| E       | 63° 48′ N, 8° 58′ E / 63.8°N,8.96°E | 24,9 km  |
| F       | 64° 27′ N, 9° 28′ E / 64.45°N,9.46°E | 9,0 km   |
| G       | 63° 04′ N, 6° 52′ E / 63.07°N,6.86°E | 4,0 km   |